# Veljko Ugrinić
Veljko Ugrinić (Stara Gradiška, 28 dicembre 1885 – Zagabria, 15 luglio 1958) è stato un calciatore e allenatore di calcio jugoslavo.
Fu il primo commissario tecnico della storia della Jugoslavia, mantenne l'incarico dal 1920 al 1924 guidando la nazionale all'Olimpiade di Anversa 1920.

## Carriera
È stato uno dei primi calciatori nonché cofondatore del PNIŠK club conosciuto, a partire dal 1950, con il nome di NK Zagabria. È stato inoltre il primo allenatore della Jugoslavia.